# 布恩縣 (印地安納州)
布恩县（英語：Boone County）是美國印地安納州中部的一個縣。面積1,096平方公里。根據美國2000年人口普查，共有人口46,107人。縣治黎巴嫩（Lebanon）。
成立於1830年4月1日。本縣紀念開發今日肯塔基州的丹尼爾·布恩（Daniel Boone）。